# 248
| 248                |
| ------------------ |
| Dødsfald - Fødsler |
|                    |

| Gregoriansk kalender | 248 CCXLVIII            |
| Ab urbe condita      | 1001                    |
| Armensk kalender     | I/T                     |
| Kinesiske kalender   | 2944 – 2945 丁卯 – 戊辰 |
| Etiopisk kalender    | 240 – 241               |
| Jødisk kalender      | 4008 – 4009             |
| Hindukalendere       |                         |
| - Vikram Samvat      | 303 – 304               |
| - Shaka Samvat       | 170 – 171               |
| - Kali Yuga          | 3349 – 3350             |
| Iransk kalender      | 374 BP – 373 BP         |
| Islamisk kalender    | 386 BH – 385 BH         |

Se også 248 (tal)